# حسن محمود
حسن محمود (عربی: حسن علي حمود؛ زادهٔ ۲۶ سپتامبر ۱۹۸۶) بازیکن فوتبال اهل لبنان است.
وی همچنین در تیم ملی فوتبال لبنان بازی کرده‌است.